# Franco Torgnascioli
Franco Luis Torgnascioli Lagreca (Salto, 24 agosto 1990) è un calciatore uruguaiano, portiere dell'Unión Española.